# Rianne van Rompaey
Rianne van Rompaey (3 de enero de 1996) es una modelo neerlandesa. Vogue la ha llamado una top model.
Van Rompaey comenzó su carrera mandando fotos a la agencia Paparazzi Models. Su primera sesión de fotos fue para Elle Países Bajos de enero y febrero de 2013.
Es una de las 50 modelados que apareció en la edición 50° Aniversario de Vogue Italia, fotografiada por Steven Meisel. También apareció en la portada de Vogue Italia en marzo de 2016. Su belleza ha sido descrita como prerrafaelita.
En 2014, Nicolas Ghesquiere la eligió para ser una exclusiva de Louis Vuitton incluyendo una campaña con Jaden Smith. También ha hecho campañas para Chanel, Coach, Bottega Veneta, y Hugo Boss. Coprotagonizó junto a Mica Arganaraz en una campaña de H&M en primavera de 2016.
Models.com la llamó "una de las estrellas sorpresa del año". The New York Times se refirió a ella como una "cara fresca" . ELLE y Harper's Bazaar Reino Unido han profesado que tiene madera de supermodleo. El director de casting Piergiorgio Del Moro, quien la posicionó en los eventos de Versace, Victoria Beckham, y Fendi, cree que tendrá una larga carrera debido a su personalidad.